# Parafia Natchitoches
Parafia Natchitoches (ang. Natchitoches Parish) – parafia cywilna w stanie Luizjana w Stanach Zjednoczonych. Obszar całkowity parafii obejmuje powierzchnię 1 298,99 mil2 (3 364,39 km²). Według danych z 2010 r. parafia miała 39 566 mieszkańców. Parafia powstała w 10 kwietnia 1805 roku, a jej nazwa pochodzi od indiańskiego plemienia Natchitoches, wchodzących w skład konfederacji Kaddo.

## Sąsiednie parafie
- Parafia Bienville (północ)
- Parafia Winn (wschód)
- Parafia Grant (wschód)
- Parafia Rapides (południowy wschód)
- Parafia Vernon (południe)
- Parafia Sabine (zachód)
- Parafia DeSoto (północny zachód)
- Parafia Red River (północny zachód)

## Miasta
- Campti
- Natchitoches

## Wioski
- Ashland
- Clarence
- Goldonna
- Natchez
- Powhatan
- Provencal
- Robeline

## CDP
- Point Place
- Vienna Bend